# Rata gegant de cua tacada
La rata gegant de cua tacada (Uromys caudimaculatus) és una espècie de rosegador de la família dels múrids. Viu a altituds d'entre 0 i 1.925 msnm a Austràlia, Indonèsia i Papua Nova Guinea. Els seus hàbitats naturals són els boscos humits tropicals (tant primaris com secundaris), els boscos esclerofil·les tancats, els boscos humits oberts, els aiguamolls i els manglars. És una espècie en risc mínim, és a dir, no sembla que hi hagi cap amenaça significativa per a la seva supervivència. El seu nom específic, caudimaculatus, significa ‘cua tacada’ en llatí.